# Cerambyx cerdo
Espèce
Statut de conservation UICN

 VU A1c+2c : Vulnérable
Le Capricorne du chêne (Cerambyx cerdo), Grand capricorne ou Capricorne ouvrier est une espèce de coléoptères de la famille des Cerambycidae. Cette espèce est protégée au niveau européen, la larve se développe dans les vieux chênes.

## Description
Cerambyx cerdo est de couleur brun-sombre à noire avec l'extrémité des élytres brun-rouge. Vertex franchement rugueux avec des stries transversales. Les antennes dépassent l’apex des élytres de quatre articles chez le mâle  et elles ne dépassent pas l’apex chez la femelle. Le pronotum est spiculé avec de fortes rides irrégulières. Les élytres sont luisants, finement granuleux, les rides et les granules s’estompent vers l’arrière.
En France, deux espèces proches de Cerambyx peuvent être confondues avec le Grand capricorne.

### Taille
- Les individus adultes peuvent atteindre 24 à 62 mm[2], mais en moyenne la taille est comprise entre 24 à 53 mm[3].
- La larve peut atteindre 65 à 90 mm[3].

## Éthologie

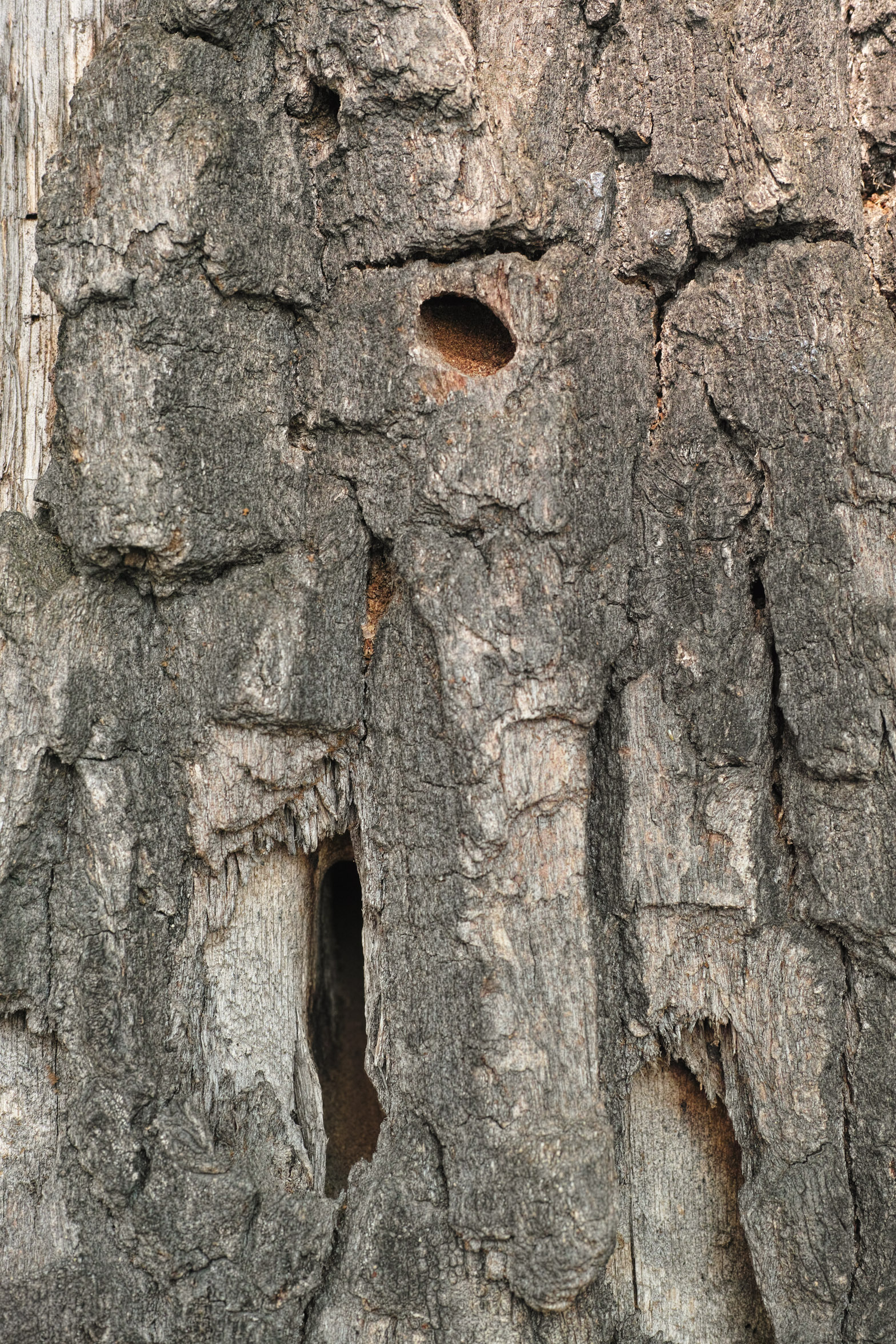
Trou d'une larve de capricorne dans un chêne.

- L'adulte se rencontre de mai à août sur le tronc des vieux chênes, plus rarement de vieux châtaigniers. Cet animal crépusculaire et nocturne peut néanmoins être observé dans la journée sur des fruits mûrs. Les imagos sont le plus souvent grégaires et ne s’éloignent que rarement de l’arbre qui les a vus naître. Leur maximum d’activité est crépusculaire lors de la recherche d’une femelle. Les mâles se battent volontiers pour leurs possessions et il est fréquent de rencontrer des individus vivants mutilés d’un fragment d’antenne ou d’une patte. Les adultes se nourrissent de sève ou de fruits mûrs mais ne survivent pas au-delà d’un mois. Comme de nombreux coléoptères de la famille des Cerambycidae, si l’adulte se sent menacé, il stridule, en émettant un son très caractéristique, qu’il produit en raclant la tête contre le pronotum. Il peut également voler sur de courtes distances, le corps à la verticale et non à l'horizontale.
- La forme larvaire évolue sur 3 à 5 ans essentiellement sur différentes espèces de chênes mais aussi sur le châtaignier. Elle consomme le bois vivant, souvent sur des arbres affaiblis[1]. Elle vit d'abord sur l'écorce, puis sur l'aubier et le phloème, pour creuser ensuite le bois. Elle y trace des galeries qui peuvent faire le diamètre d'un doigt. Elle peut atteindre de 7 à 9 cm[3].
- La nymphe apparaît durant l'été et prend la forme adulte vers septembre, qu'elle conserve jusqu'à l'été suivant en consommant les matières grasses accumulées par la larve.
- D'un point de vue économique, les galeries ont un impact fort sur la valeur du bois. D'un point de vue écologique, ces galeries sont des axes qui facilitent la colonisation de l'arbre par d'autres espèces saproxyliques[1].

## Répartition géographique

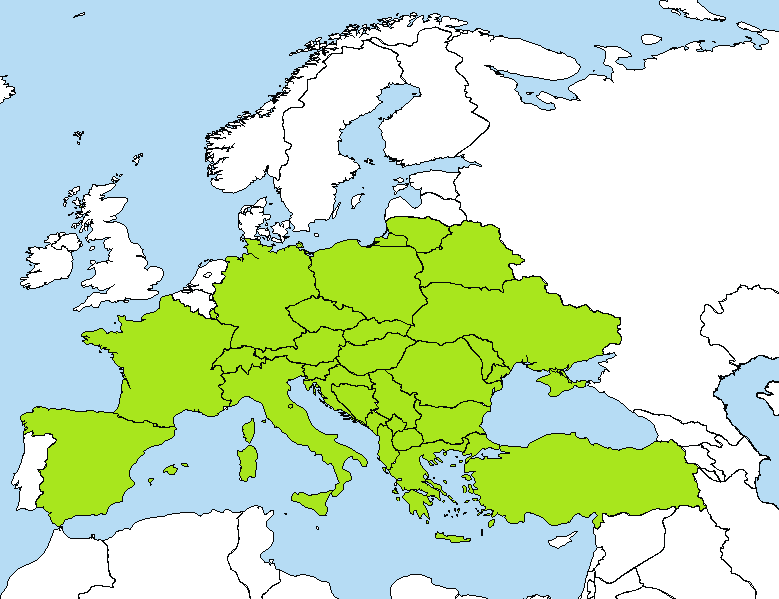
Répartition du Cerambyx cerdo en Europe

- On le trouve dans presque toute l'Europe et au nord de l'Afrique.
- En France il est commun dans le Midi et le Centre, beaucoup plus rare dans le Nord.

## Alimentation
Au stade larvaire, le Grand Capricorne est strictement xylophage : il consomme le bois d’abord juste sous l’écorce puis plus au cœur de l’arbre. L’imago en revanche consomme de la sève et plus généralement des liquides sucrés comme le jus des fruits mûrs,.

## Galerie

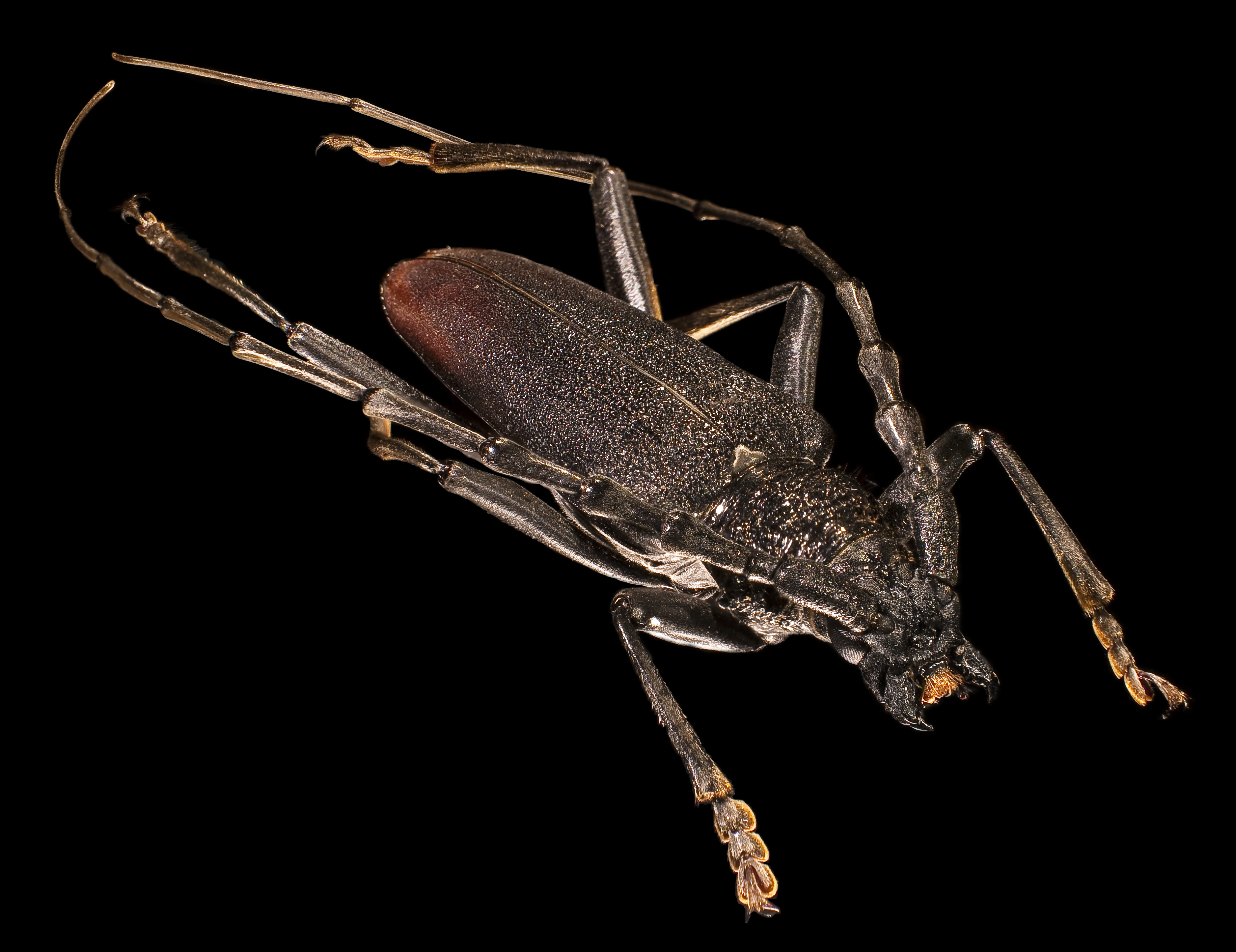
Cerambyx cerdo (Mâle)
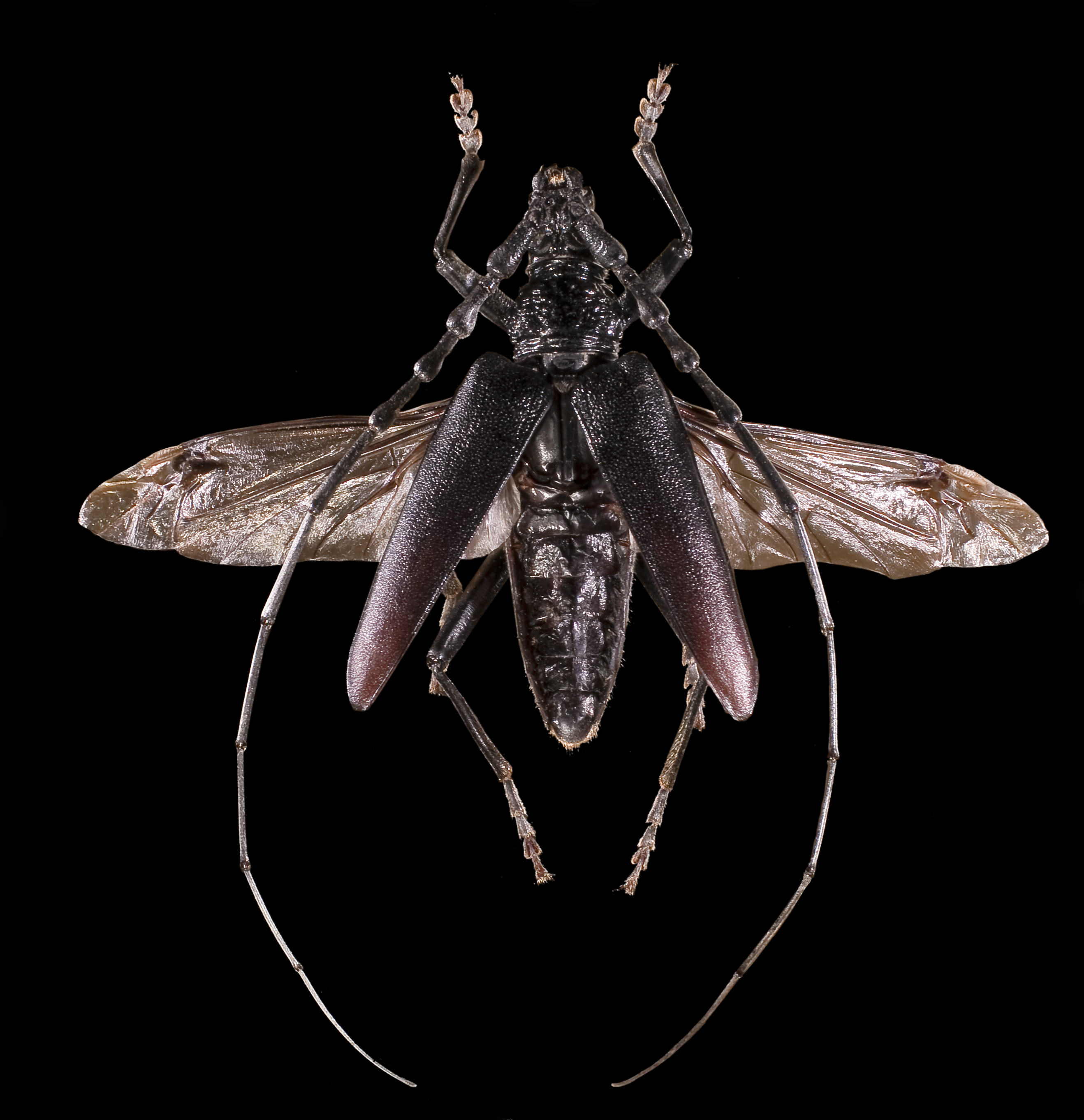
Cerambyx cerdo (Mâle) posture de vol
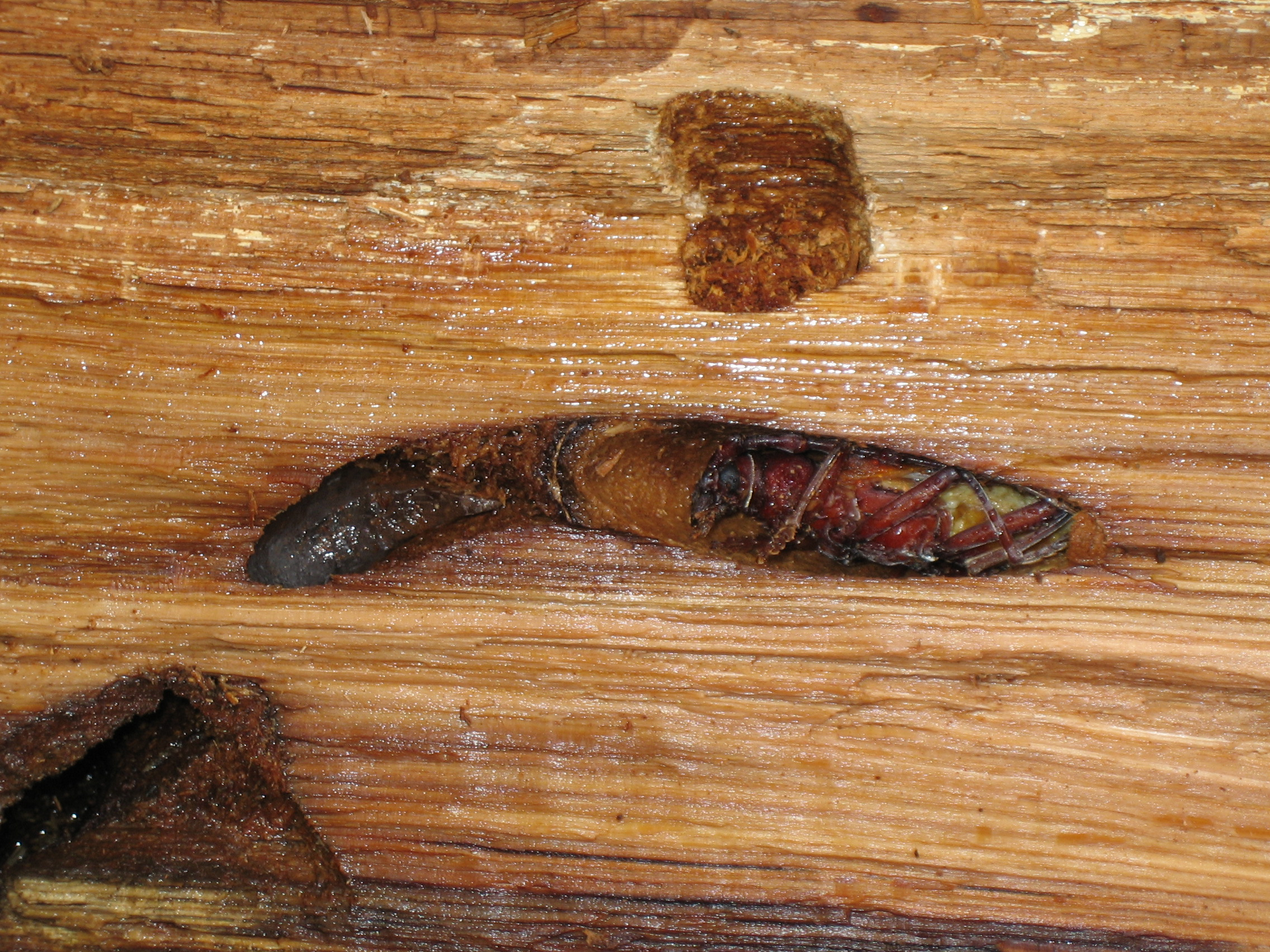
Fin de la forme nymphale dans du bois de chêne
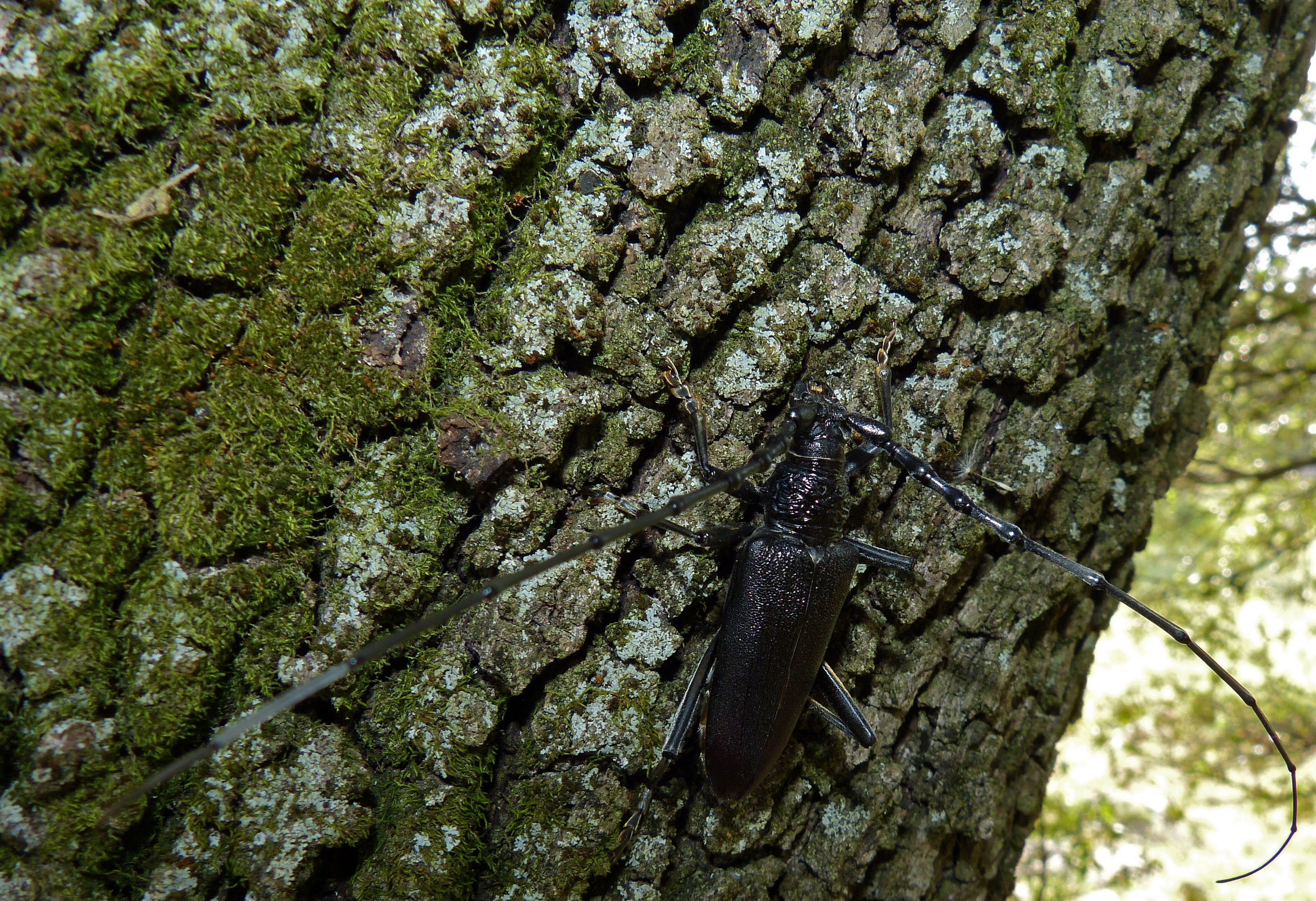
Cerambyx cerdo ♂ (Hérault, France)
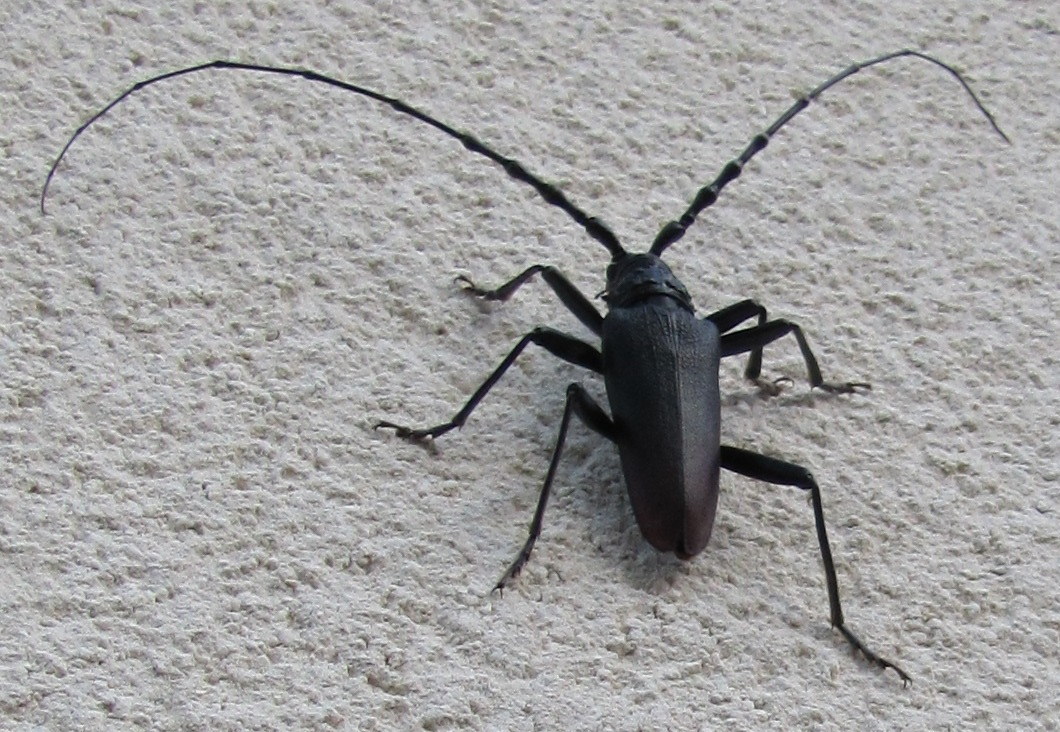
Grand capricorne du chêne
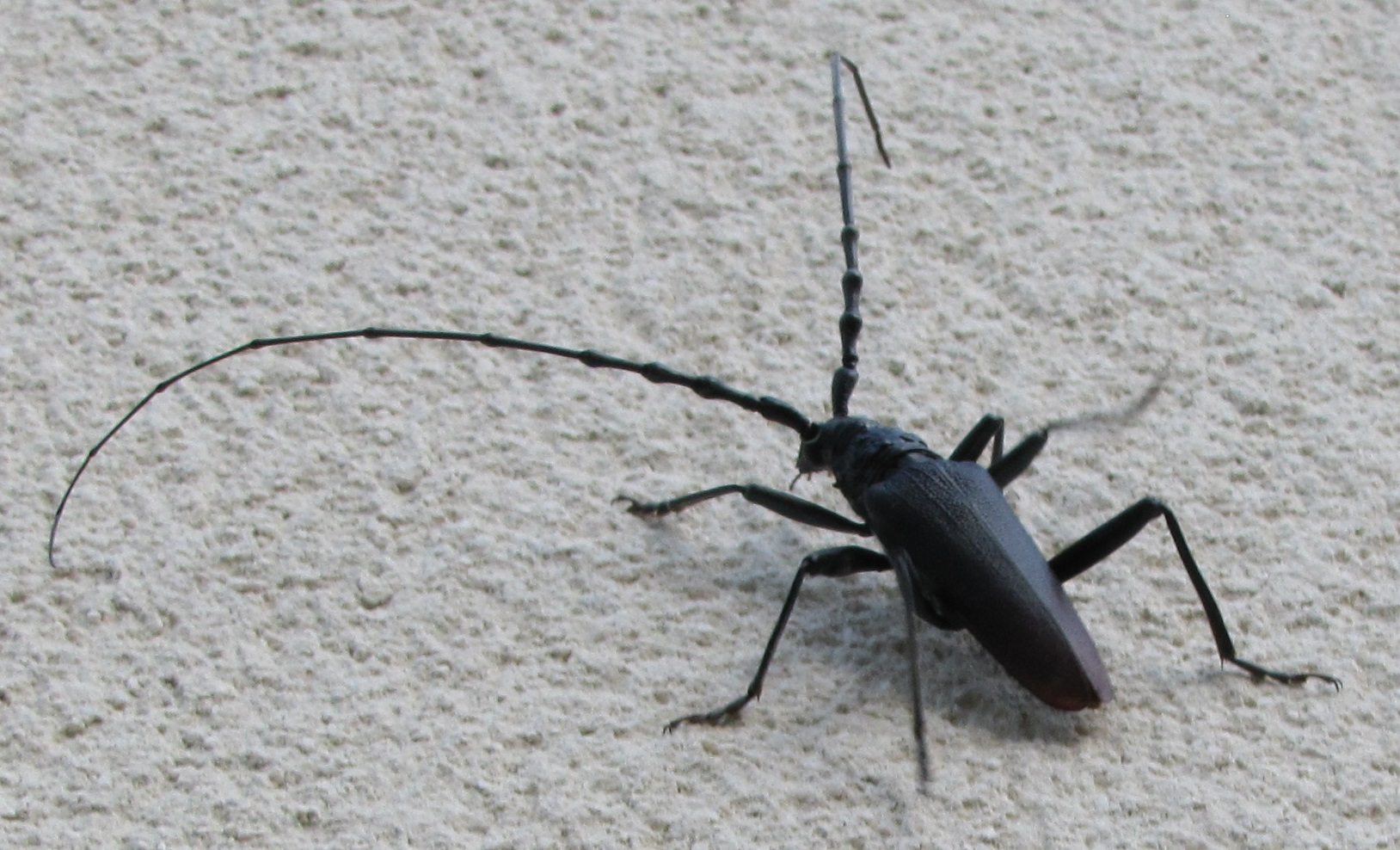
Grand capricorne du chêne

## Systématique
- Décrit par Carl von Linné en 1758 sur des échantillons d'Italie [6]; l'espèce est validée.

### Synonymie
- Cerambyx heros (Scopoli 1763) [7]
- Cerambyx luguber (Voet 1778) [8]

### Taxinomie
Liste des sous-espèces
- Cerambyx cerdo cerdo Linné, 1758  Europe
- Cerambyx cerdo mirbecki Lucas, 1842  Espagne méridionale, Baléares et Afrique du Nord
- Cerambyx cerdo acuminatus Motschulsky, 1852  Caucase, Turquie
- Cerambyx cerdo iranicus Heyrovský, 1951  Iran